# 克拉泰夫阿斯
克拉泰夫阿斯（英語：Crateuas），约活动于公元前1世纪前后。古希腊药理学家之一，曾担任本都国王米特拉达梯六世的御医。他对后世的药理学以及医学均产生了重要影响。他创作了世界上首个药用植物图谱，并对药用植物进行分类。现仅存由古希腊医师迪奥斯科里斯所引用的著作片断。

## 扩展阅读
- 本条目包含来自公有领域出版物的文本: Chisholm, Hugh (编).  (第11版). London: Cambridge University Press. 1911.